# Ptáci v trní
Ptáci v trní (v anglickém originále The Thorn Birds) je americký čtyřdílný televizní seriál z roku 1983 o celkové délce 467 minut.

## Obsazení
| postava                                         | herec/herečka       | český dabér/česká dabérka |
| ----------------------------------------------- | ------------------- | ------------------------- |
| kněz Ralph de Bricassart                        | Richard Chamberlain | Viktor Preiss             |
| Meggie Cleary O'Neillová                        | Rachel Ward         | Dagmar Čárová             |
| Fiona "Fee" Clearyová                           | Jean Simmons        | Jana Hlaváčová            |
| Paddy Cleary                                    | Richard Kiley       | Jiří Zahajský             |
| arcibiskup Vittorio Contini - Verchese          | Christopher Plummer | František Němec           |
| Mary Carsonová                                  | Barbara Stanwyck    | Valérie Zawadská          |
| Justine Cleary O'Neillová                       | Mare Winningham     | Eva Spoustová             |
| Luke O'Neill                                    | Bryan Brown         | Zdeněk Mahdal             |
| Alastair MacQueen                               | John de Lancie      |                           |
| Bob Cleary                                      | Brett Cullen        |                           |
| Angus MacQueen                                  | Bill Morey          |                           |
| slečna Carmichaelová                            | Holly Palance       |                           |
| Dane Cleary O'Neill / Dane Cleary de Bricassart | Philip Anglim       | Antonín Navrátil          |
| Arne Swenson                                    | Chard Hayward       |                           |
| Anne Muellerová                                 | Piper Laurie        | Zuzana Šulcová            |
| Luddie Mueller                                  | Earl Holliman       | Jan Schánilec             |
| Rainer Hartheim                                 | Ken Howard          | Jiří Klem                 |

## Ocenění
Zlatý glóbus (1983)
- Nejlepší minisérii nebo TV film
- Nejlepší mužský herecký výkon v minisérii nebo TV filmu - Richard Chamberlain
- Nejlepší mužský herecký výkon ve vedlejší roli v seriálu, minisérii nebo TV filmu - Richard Kiley
- Nejlepší ženský herecký výkon ve vedlejší roli v seriálu, minisérii nebo TV filmu - Barbara Stanwyck

Ceny Emmy (1983)
- Nejlepší ženský herecký výkon v hlavní roli v seriálu - Barbara Stanwyck